# Anthurium icanense
Anthurium icanense är en kallaväxtart som beskrevs av Graziela Maciel Barroso. Anthurium icanense ingår i släktet Anthurium och familjen kallaväxter. Inga underarter finns listade.